# 벤하넨 지수
벤하넨 지수 또는 벤하넨의 민주주의 지수(Vanhanen's index of democracy)는 민주주의의 발전 정도를 계량적으로 측정한 지수로, 핀란드의 정치학자 타투 벤하넨에 의해 고안, 발전된 개념이다. 이 지수는 1810년부터 2000년까지의 187개 국가를 대상으로 민주화 수준을 체계적으로 비교하고 있다.
이 개념은 비교정치학에 속하는 개념이다.

## 계산
벤하넨 지수의 수식은 다음과 같다.

{\displaystyle D={\frac {P\cdot C}{100}}}

민주화 정도(D)는 선거 참여율 (투표율, P)과 경쟁 정도(C)의 곱을 100으로 나눈 값이다. 선거참여율(전체 인구중 투표자 비율)은 투표자수(최근 선거기준)을 전체 인구수로 나눈 후 100을 곱한 값이다. 이 모델에서 경쟁 정도는 최근 선거에서 최다 득표 정당의 득표율을 100에서 뺀 값이다.
기존 연구 이후에 참여율 산출법을 수정했다. 참여율의 70 %는 기존의 투표율로 구하고, 나머지 30 %는 국민투표를 통해 계산했다. 국민투표 1회에 5점, 지역 주민투표 1회에 1점을 부여해 최대 30점까지 나오도록 했다.

## 같이 보기
- 민주주의 지수

## 참고 문헌
- Manfred G. Schmidt: Demokratietheorien. Eine Einführung. 3., überarbeitete und erweiterte Auflage, Leske + Budrich, Opladen 2000, ISBN 3-8252-1887-2